# Сарде ин саор
Сарде ин саор (итал. Sarde in saor, или sardèe in saór) — типичная закуска венецианской кухни из жареных сардин, приправленных кисло-сладким луком, кедровыми орешками и изюмом. Её часто подают в качестве закуски в типичных венецианских барах бакари.
«Saor» в переводе с венетского означает «аромат», как в итальянском «sapore». Термин «saor» стал означать луковый кисло-сладкий соус или маринад, в котором готовят не только рыбу, но и другие продукты.

## Происхождение
Сарде ин саор был изобретен как метод консервации, используемый венецианскими рыбаками, которым нужно было хранить продукты на борту в течение длительного времени.

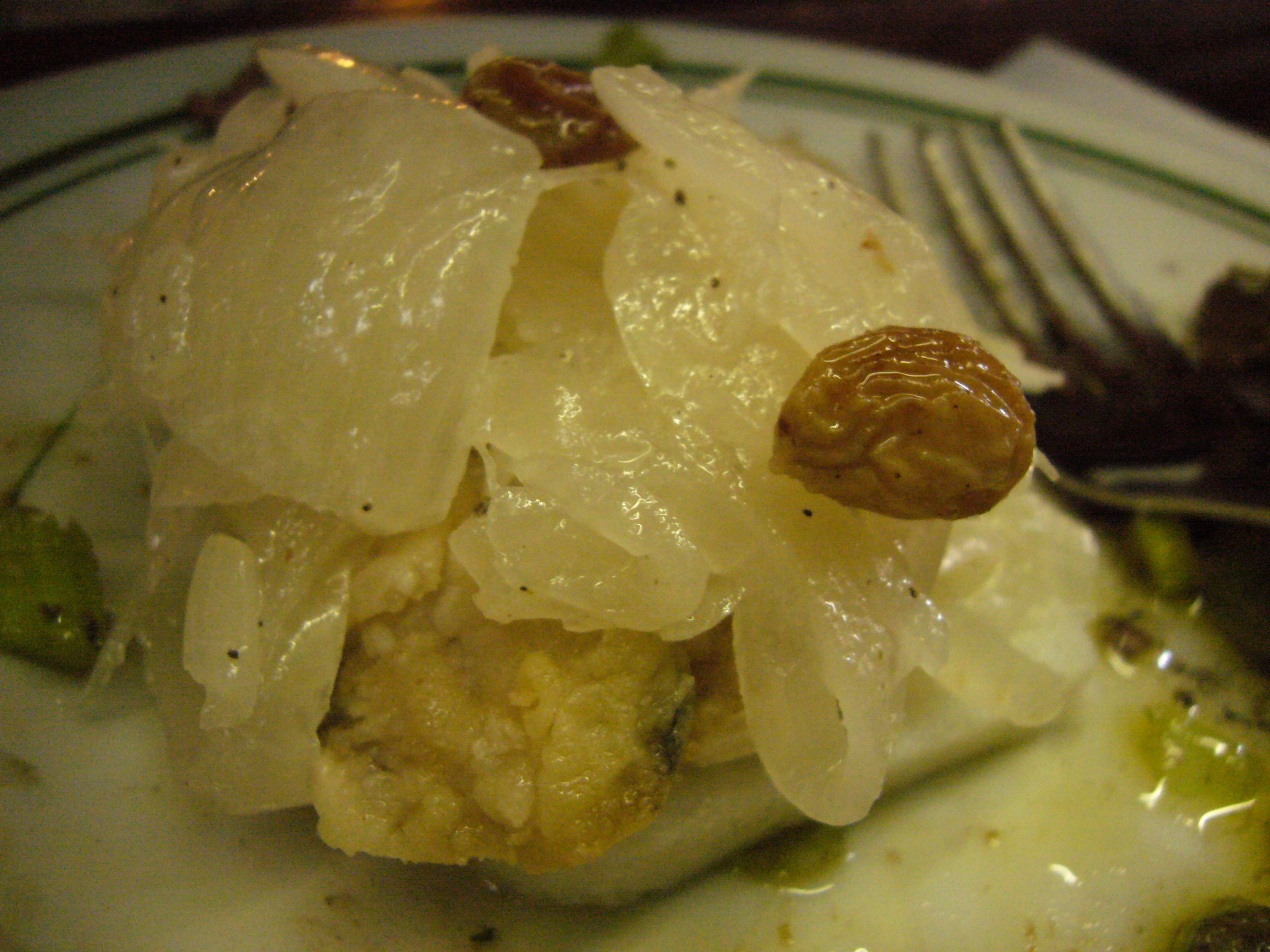
Сарде ин саор

После того, как лук был приправлен уксусом и маслом, его укладывали слоями на жареных сардин в терракотовые ёмкости. Со временем рецепт приобретал более изысканные вкусовые оттенки; был добавлен изюм, чтобы помочь пищеварению и подсластить рот и дыхание дегустаторов. В современном рецепте также используются кедровые орехи.
Поскольку рыбаки ели рыбу по прошествии длительного времени с момента её приготовления, продукт был уже не свежим, а выстоянным.
По этой причине и сегодня при приготовлении сардин принято есть их хотя бы через день после маринования.